# Osgood (Indiana)
Osgood é uma cidade  localizada no estado americano de Indiana, no Condado de Ripley.

## Demografia
Segundo o censo americano de 2000, a sua população era de 1669 habitantes.
Em 2006, foi estimada uma população de 1642, um decréscimo de 27 (-1.6%).

## Geografia
De acordo com o United States Census Bureau tem uma área de
3,5 km², dos quais 3,4 km² cobertos por terra e 0,1 km² cobertos por água. Osgood localiza-se a aproximadamente 294 m acima do nível do mar.

## Localidades na vizinhança
O diagrama seguinte representa as localidades num raio de 16 km ao redor de Osgood.